# オートドロム・ドゥ・リナ＝モンレリ

オートドロムドゥリナス-モンテリ全体の地図。

オートドロム・ドゥ・リナ＝モンレリ（フランス語: Autodrome de Linas-Montlhéry）は、フランス・パリ近郊のモンレリの南西に位置する、正式にはL'autodromedeLinas-Montlhéryと呼ばれるサーキット。

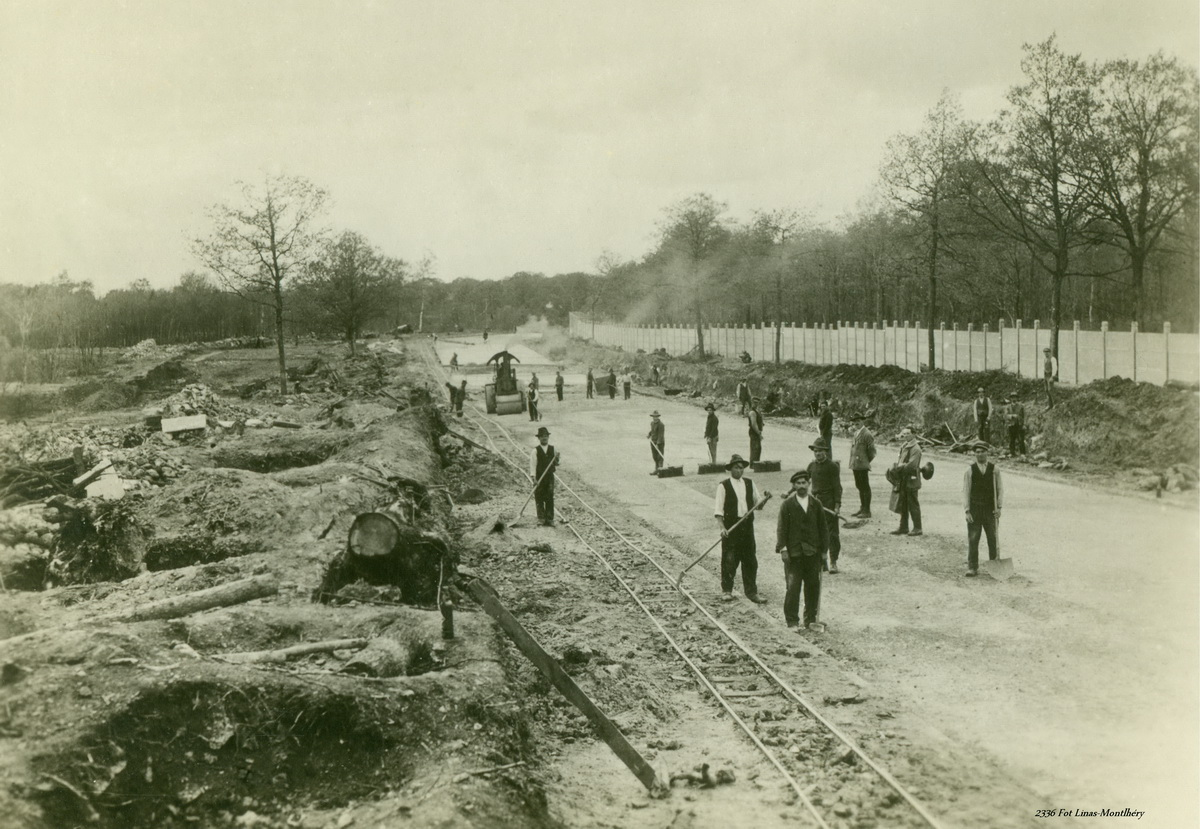
1923年のオートドロム・ドゥ・リナ＝モンレリ